# Train Protection & Warning System
 (août 2009).
Si vous disposez d'ouvrages ou d'articles de référence ou si vous connaissez des sites web de qualité traitant du thème abordé ici, merci de compléter l'article en donnant les références utiles à sa vérifiabilité et en les liant à la section « Notes et références ».

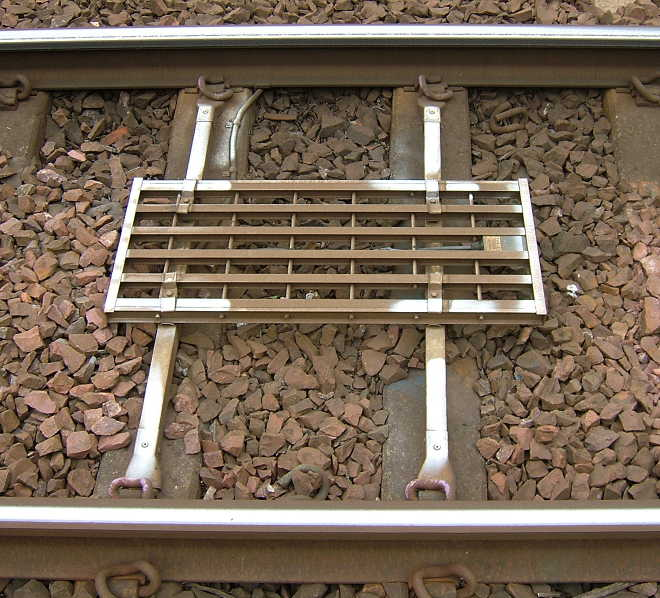
Une balise TPWS (TPWS loop)

Le Train Protection & Warning System (TPWS) est un système de contrôle de la vitesse des trains utilisé au Royaume-Uni ainsi que dans l’État de Victoria en Australie. Au Royaume-Uni, toutes les lignes voyageurs et tout le matériel sont équipés depuis 2003, et le réseau entier depuis 2004. Il est constitué d’inducteurs dans la voie et d’une antenne sur le train. Il déclenche un freinage lorsqu’un train franchit un signal fermé (à l'arrêt) ou dépasse la vitesse autorisée. Il est installé aux endroits à risque, également si la ligne est équipée d'un système de contrôle de la vitesse complet (type KVB ou signalisation en cabine). L’AWS reste utilisé en complément (comme en France le crocodile qui est toujours présent à côté du KVB).
Contrairement à un système complet de contrôle de la vitesse, il n’arrête pas les trains avant qu’ils franchissent le signal fermé mais — pour une vitesse allant jusqu’à 113 km/h — dans une zone réduite au-delà de celui-ci (overlap area, autour de 180 m) qui correspond à la marge de sécurité toujours laissée entre deux trains. Une version améliorée, TPWS+, permet un résultat équivalent jusqu’à 160 km/h. Si on utilise une méthode telle que le double blocking, c'est-à-dire deux signaux à l'arrêt d'affilée, le TPWS peut être utilisé à n'importe quelle vitesse.
Le Health and Safety Executive estime que le système TPWS permet d’éviter entre 65 et 80 %[réf. nécessaire] des accidents qui seraient évités grâce à un système complet, et ce pour le dixième du coût. L’installation de cette dernière solution étant un objectif à long terme.
Le TPWS ne doit pas être confondu avec un système timed train stops qui réalise une tâche similaire mais avec une technologie différente.

## OSS
L’Overspeed Sensor System (Système de détection de dépassement de vitesse) fonctionne à l’aide de deux balises émettant un signal à des fréquences différentes : 64,25 kHz ou 64,75 kHz pour la première (arming) et 65,25 kHz ou 65,75 kHz pour la seconde (trigger) — le choix de la fréquence pour chaque balise dépend du sens de circulation — et séparées par une certaine distance. L’équipement embarqué déclenchera un freinage si le temps écoulé entre la première balise et la deuxième est inférieur à un temps donné (fixe, environ une seconde) ; c’est donc cette distance qui va déterminer la vitesse autorisée par le système à cet endroit.
L’OSS peut être utilisé en conjonction avec un signal, les balises étant actives uniquement si le signal est à l'arrêt, auquel cas la paire de balises sera placée à une distance de 50 à 450 mètres avant celui-ci. Mais des balises OSS peuvent également être utilisées dans le cadre d’une réduction de vitesse permanente. Par contre, sur certaines lignes dont la vitesse n’est pas très élevée, on peut rencontrer des TSS (voir ci-dessous) sans OSS.

## TSS
Le Train Stop System (Système pour arrêter le train) utilise également deux balises, dont les fréquences sont respectivement égales à 66,25 kHz (ou 66,75 kHz) et 65,25 kHz (ou 65,75 kHz) ; elles sont placées l’une derrière l’autre à hauteur du signal, et sont actives lorsque celui-ci est à l’arrêt. La distance les séparant étant trop faible quelle que soit la vitesse, leur franchissement lorsqu’elles sont actives provoque systématiquement l’arrêt du train.

## Accidents qui auraient pu être évités grâce au TPWS
- Ladbroke Grove en 1999 (31 morts)
- Purley en 1989 (5 morts)
- Invergowrie en 1979 (5 morts)

## Sources